# 程文栋
程文栋（1944年5月—），天津人，中华人民共和国政治人物、外交官。

## 生平
1963年，入读北京外国语学院。1965年，赴意大利罗马大学留学。1968年，进入中华人民共和国外交部工作，先后在驻意大利商务代表处、驻意大利大使馆任职。1986年，任国家旅游局副局长。1999年5月，出任中华人民共和国驻意大利大使兼驻圣马力诺大使。2005年3月，自驻意大利大使兼驻圣马力诺大使离任。

## 荣誉

### 外国勋章奖章
- 意大利共和国功绩大十字骑士勋章（義大利語：Ordine al merito della Repubblica Italiana）（意大利，2005年6月2日公布[3]，